# حمض الفاكسينيك
حمض الفاكسينيك هو حمض دهني غير مشبع له الصيغة الكيميائية C18H34O2 مع وجود رابطة مزدوجة واحدة في البنية تقع على الكربون رقم 7 من الطرف الميثيلي للسلسلة، ولذلك فهو يصنف من أحماض أوميغا 7.
اشتق اسم المركب من الكلمة اللاتينية vacca بمعنى بقرة.

## الوفرة الطبيعية
يوجد حمض الفاكسينيك طبيعياً في دهن الحيوانات المجترة، وكذلك في منتجات الألبان مثل الحليب والزبدة واللبن الرائب؛ كما يوجد أيضاً في تركيب حليب الثدي.

## الخواص

مقرون-حمض الفاكسينيك

يوجد المركب على شكلين متصاوغين هندسياً، وهما الشكل المفروق (trans) والشكل المقرون (cis). يكون الشكل المفروق صلباً في الشروط القياسية، لكن الشكل المقرون سائل (نقطة انصهاره بين 14.5–15.5 °س )

## الأهمية الحيوية
يعد حمض الفاكسينيك أكثر الأحماض الدهنية التقابلية في دهن الحليب. تقوم الثدييات بتحويله إلى حمض الرومينيك، وهو واحد من أحماض اللينولييك المترافقة.